# Voise
Voise ist eine französische Gemeinde mit 251 Einwohnern (Stand: 1. Januar 2022) im Département Eure-et-Loir in der Region Centre-Val de Loire (bis 2015 Centre). Die Gemeinde gehört zum Arrondissement Chartres und zum 2012 gegründeten Gemeindeverband Chartres Métropole. 

## Geografie
Voise liegt am namengebenden Flüsschen Voise im Norden der Landschaft Beauce, 18 Kilometer ostsüdöstlich von Chartres und etwa 70 Kilometer südöstlich von Paris. Umgeben wird Voise von den Nachbargemeinden Béville-le-Comte im Norden, Saint-Léger-des-Aubées im Osten und Nordosten, Santeuil im Südosten, Moinville-la-Jeulin im Süden sowie Francourville im Westen.

## Bevölkerungsentwicklung
| Jahr                       | 1962 | 1968 | 1975 | 1982 | 1990 | 1999 | 2006 | 2018 |
| Einwohner                  | 258  | 200  | 209  | 188  | 231  | 249  | 271  | 277  |
| Quellen: Cassini und INSEE |      |      |      |      |      |      |      |      |

## Sehenswürdigkeiten

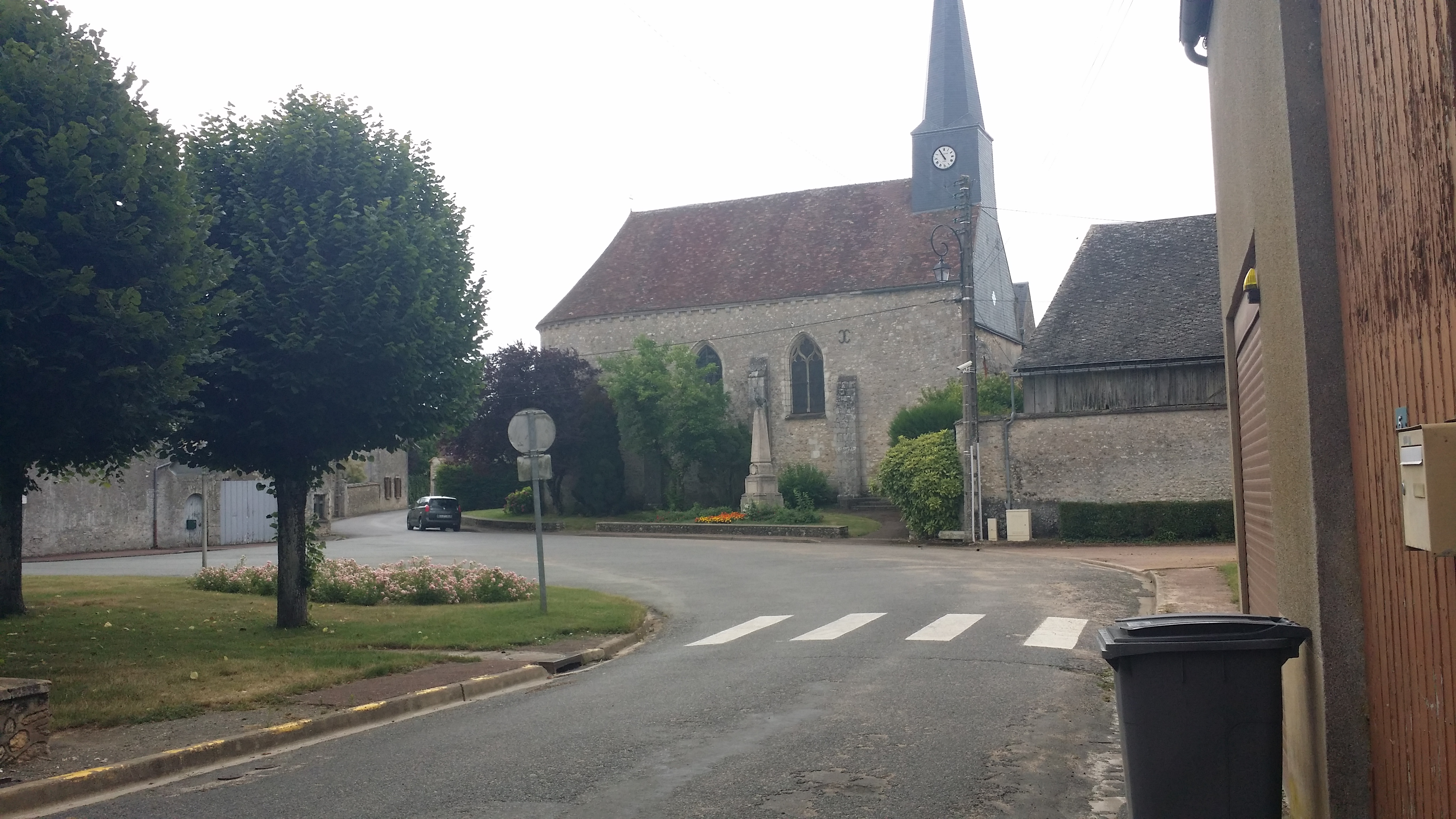
Kirche Saint-Vincent

- Kirche Saint-Vincent